# Будишинский диалект
Бу́дишинский диале́кт (баутценский диалект, в.-луж. Budyska narěč, нем. Bautzener Dialekt) — один из диалектов лужицких языков, распространённый в окрестностях города Будишина (Баутцена) в районе Баутцен (федеральная земля Саксония). Входит в верхнелужицкую группу диалектов. Будишинский диалект, на территории распространения которого находится центр верхнелужицкой культуры — город Будишин, является основой современного верхнелужицкого литературного языка.

## Ареал
Ареал будишинского диалекта занимает центральные, юго-восточные и южные районы распространения верхнелужицкой группы диалектов, расположенные на юго-востоке района Баутцен и юго-западе района Гёрлиц в Саксонии. С севера будишинский диалект граничит с голанским, с северо-востока — с восточноголанским диалектами. С юга и востока от будишинского диалекта находятся области распространения немецкого языка. К западу от территории будишинского диалекта распространён католический, к северо-западу — куловский диалекты.

## Евангелический вариант верхнелужицкого языка
Литературные памятники, обладающие типичными чертами будишинского диалекта начинают появляться в XVI веке. В 1595 году в Верхней Лужице Венцеславом Варихием была переведена на верхнелужицкий язык евангелическая церковная книга «Малый Катехизис». На рубеже XVII—XVIII вв., отличавшаяся чертами будишинского диалекта, церковно-письменная разновидность верхнелужицкого языка, распространённого в маркграфстве Верхняя Лужица с центром в Будишине, начинает постепенно приобретать черты литературного языка. В то же время в условиях территориальной и конфессиональной разобщённости, господства немецкого языка, имевшего официальный статус, в Нижней Лужице, находившейся в бранденбургском анклаве, начинает складываться нижнелужицкий литературный язык на основе говоров Котбуса. Свой вариант литературной нормы начал формироваться, начиная с XVII века, у лужичан-католиков, переводы канонических текстов положили начало евангелическому (протестантскому) и католическому верхнелужицким литературным языкам.
В 1703 году комиссия, состоявшая из верхнелужицких протестантских священников, представлявших разные диалекты Верхней Лужицы, по инициативе представителей верхнелужицких сословий выработала единую наддиалектную норму на основе будишинского диалекта. Дальнейшему развитию евангелического верхнелужицкого литературного языка, формированию языковых основ евангелической письменности способствуют вышедшие в 1706 году перевод Нового Завета, выполненный Михалом Френцелем, священником из деревни Будестецы к югу от Будишина, на горных говорах будишинского диалекта (в.-луж. Prihórska nareč, нем. Gebirgsdialekt), и издание в 1728 году полного текста Библии, переведённого четырьмя лютеранскими священниками, а также напечатанная в это же время «Серболужицкая грамматика» Г. Маттеи. Постепенно литературная норма, основанная на будишинском диалекте, распространяется по всей территории Верхней Лужицы, населённой протестантами. Во второй половине XIX века евангелический литературный вариант с более длительной и сильной традицией стал основой единого верхнелужицкого литературного языка.